# Synergy Baku Cycling Project
El Synergy Baku Cycling Project (código UCI: BCP) es un equipo de categoría continental registrado en Azerbaiján. Está patrocinado por la empresa Synergy Group

## Material ciclista
El equipo utiliza bicicletas BH.

## Clasificaciones UCI
A partir de 2005 la UCI instauró los Circuitos Continentales UCI, donde el equipo está desde que se creó en 2013, registrado dentro del UCI Europe Tour. Figura en las clasificaciones del UCI Europe Tour Ranking, UCI Oceania Tour Ranking, UCI Africa Tour Ranking y UCI Asia Tour Ranking. Las clasificaciones del equipo y de su ciclista más destacado son las siguientes:

### UCI Africa Tour
| Temporada | Clasificación por equipos | Mejor corredor    | Posición |
| 2013-2014 | 23º                       | Jan Sokol         | 176º     |
| 2017      | 17º                       | Kyrill Pozdnyakov | 56.º     |
| 2018      | 18º                       | Kyrill Pozdnyakov | 132.º    |

### UCI America Tour
| Temporada | Clasificación por equipos | Mejor corredor    | Posición |
| 2016      | 47.º                      | Ioannis Tamuridis | 442º     |

### UCI Asia Tour
| Temporada | Clasificación por equipos | Mejor corredor    | Posición |
| 2012-2013 | 4º                        | Kyrill Pozdnyakov | 8º       |
| 2013-2014 | 25.º                      | Maksym Averin     | 114.º    |
| 2015      | 29.º                      | Matej Mugerli     | 90.º     |
| 2016      | 26.º                      | Matej Mugerli     | 34.º     |
| 2017      | 71.º                      | Elchin Asadov     | 205.º    |
| 2018      | 110.º                     | Kyrill Pozdnyakov | 705.º    |

### UCI Europe Tour
| Temporada | Clasificación por equipos | Mejor corredor    | Posición |
| 2012-2013 | 45.º                      | Rico Rogers       | 255.º    |
| 2013-2014 | 43.º                      | Maksym Averin     | 276.º    |
| 2015      | 23º                       | Maksym Averin     | 70.º     |
| 2016      | 20º                       | Matija Kvasina    | 118.º    |
| 2017      | 34.º                      | Kyrill Pozdnyakov | 139.º    |
| 2018      | 46.º                      | Kyrill Pozdnyakov | 228º     |

### UCI Oceania Tour
| Temporada | Clasificación por equipos | Mejor corredor | Posición |
| 2013-2014 | 9º                        | Daniel Klemme  | 32.º     |

## Palmarés
Para años anteriores, véase Palmarés del Synergy Baku Cycling Project

### Palmarés 2018

#### Circuitos Continentales UCI
| Fechas        | Circuito             | Carreras                                | Ganador           |
| 18 de febrero | UCI Europe Tour 2018 | Gran Premio de Alanya                   | Kyrill Pozdnyakov |
| 19 de abril   | UCI Europe Tour 2018 | 1.ª etapa del Tour de Mersin            | Kyrill Pozdnyakov |
| 6 de mayo     | UCI Europe Tour 2018 | 4.ª etapa de los Cinco Anillos de Moscú | Kyrill Pozdnyakov |

#### Campeonatos nacionales
| Fechas      | Carreras                                    | Ganador           |
| 26 de junio | Campeonato de Azerbaiyán Contrarreloj (CRI) | Elchin Asadov     |
| 28 de junio | Campeonato de Azerbaiyán en Ruta            | Kyrill Pozdnyakov |

## Plantilla
Para años anteriores, véase Plantillas del Synergy Baku Cycling Project

### Plantilla 2018
| Nombre             | Nacimiento | Nacionalidad | Equipo 2017                  |
| Elgün Alizada      | 20/04/1996 | Azerbaiyán   | Synergy Baku Cycling Project |
| Elchin Asadov      | 12/02/1987 | Azerbaiyán   | Synergy Baku Cycling Project |
| Enver Asanov       | 25/10/1994 | Azerbaiyán   | Synergy Baku Cycling Project |
| Kanan Gahramanli   | 09/07/1997 | Azerbaiyán   | Synergy Baku Cycling Project |
| Samir Jabrayilov   | 07/09/1994 | Azerbaiyán   | Synergy Baku Cycling Project |
| Musa Mikayilzade   | 16/06/1998 | Azerbaiyán   | Synergy Baku Cycling Project |
| Oleksandr Polivoda | 31/03/1987 | Ucrania      | Kolss Cycling Team           |
| Kyrill Pozdnyakov  | 20/01/1989 | Azerbaiyán   | Synergy Baku Cycling Project |
| Mikayil Safarli    | 08/02/1999 | Azerbaiyán   | Neoprofesional               |
| Karam Shiriyev     | 03/06/1996 | Azerbaiyán   | Neoprofesional               |
| Telman Veliyev     | 10/08/1999 | Azerbaiyán   | Neoprofesional               |

1. ↑  Hasta el 20 de junio.